# Bachrunzelbach
Der Bachrunzelbach ist ein 4,6 km langer rechter Zufluss des Lech im Landkreis Landsberg am Lech in Oberbayern.

## Verlauf
Der Bachrunzelbach entspringt etwa 500 m westlich von Reichlingsried in einem Toteiskessel.
Der Bach fließt zunächst Richtung Südosten südlich an Reichlingsried vorbei, bevor er schließlich in einem scharfen Knick nach Südwesten strömt.
Nachdem er die Straße von Reichling nach Rott unterquert hat fließt er durch ein sich stets tiefer einschneidendes Tal.
Dabei passiert der Bach das Gehöft Bachrunzel, kurz vor der Mündung ist die Schlucht knapp 70 m tief.
Schließlich mündet der Bachrunzelbach von rechts in den Lechstausee der Lechstaustufe 10 – Epfach auf 635 m ü. NHN.
Der 4,6 km lange Bachrunzelbach mündet etwa 89 Höhenmeter unter dessen Ursprung und hat damit ein mittleres Sohlgefälle von etwa 20 ‰.